# Eir Aoi 5th Anniversary Special Live 2016 〜LAST BLUE〜 at 日本武道館
『Eir Aoi 5th Anniversary Special Live 2016 〜LAST BLUE〜 at 日本武道館』は、2016年11月4日、11月5日に行われた藍井エイルの無限期活動休止前最後のライブである。2017年2月15日にSME Recordsから発売された。

## 概要
- 藍井エイルが日本武道館で行った無期限活動休止前最後のライブである。

## 収録内容
1. ~Theme of LAST BLUE~
2. シリウス
3. AURORA
4. コバルト・スカイ
5. アヴァロン・ブルー
6. GENESIS
7. アカツキ
8. クロイウタ
9. KASUMI
10. Lament
11. MEMORIA
12. HaNaZaKaRi
13. アクセンティア
14. レイニーデイ
15. シューゲイザー
16. シンシアの光
17. ラピスラズリ
18. IGNITE
19. Bright Future
20. サンビカ
21. 翼
22. INNOCENCE
23. frozen eyez
24. ツナガルオモイ
25. 虹の音